# Alexandra Karlsson Tyrefors
Alexandra Karolina Elisabeth "Alex" Karlsson Tyrefors, född 13 augusti 2001 i Södertälje, är en svensk skådespelare.
Karlsson Tyrefors har bland annat medverkat i SVT-produktionen Västra gymnasiet där hon spelar karaktären Agnes. År 2023 medverkade hon även i TV-serien En helt vanlig familj, där hon spelar Stella, en av huvudrollerna.

## Medverkan i TV-produktioner
- 2023 – Västra gymnasiet (TV-serie)
- 2023 – En helt vanlig familj (TV-serie)